# Vzporednik
Vzporédniki (tudi paraléle) so ekvatorju vzporedne navidezne krožnice na Zemljini površini. Zmanjšujejo oz. skrajšujejo se od ekvatorja, ki je najdaljši vzporednik, proti severu in proti jugu. Vseh je ob ekvatorju 178. Severni in južni tečaj sta točki, zato se ne štejeta za vzporednika. Pravokotno nanje jih sekajo poldnevniki.
Poleg vzporednikov, ki predstavljajo celoštevilski kot od ekvatorja, so pomembne še štiri druge zemljepisne širine. Na 23,5 ° in −23,5 ° sta severni in južni povratnik. Vsi kraji, ki ležijo med njima, imajo vsaj enkrat na leto sonce v zenitu. Ta kot se sklada s kotom, pod katerim je zemljina os nagnjena glede ravnino poti okoli sonca. Na 66,5 ° in −66,5 ° sta severni in južni tečajnik. Označujeta kraje, ki imajo polarno noč in polarni dan.

## Zemljepisna (geografska) širina
- Zemljepisna širina – je oddaljenost nekega kraja severno ali južno od ekvatorja za največ 90 stopinj.